# Atollo Johnston
L'atollo Johnston è un atollo appartenente agli Stati Uniti d'America. È classificato come territorio non incorporato degli Stati Uniti, cioè non è attribuito ad alcuna amministrazione comunale, ma è amministrato direttamente dal governo attraverso un Ente dedicato che provvede alla sua protezione. L'atollo è stato abitato fino a circa 970 persone, soprattutto militari o personale civile alla base militare (dati 2001), per una corrispondente densità di 346 ab/km².

## Clima
Il clima è generalmente tropicale ma tendente alla siccità e soffiano spesso venti intensi da nordest con poche variazioni stagionali di temperatura.

## Geografia
L'atollo è posto in una posizione strategica nel nord dell'Oceano Pacifico in posizione 16°45' Nord, 169°30' Ovest a circa un terzo della distanza fra le Hawaii e le isole Marshall. È composto da due isole naturali, Johnston e Sand, poi allargate con il dragaggio del corallo, e da due isole completamente artificiali, l'isola Nord (Akau) e l'isola Est (Hikina), per una superficie totale di 2,8 km². La barriera corallina ha una forma a uovo con 34 km di circonferenza e l'altitudine massima è di 5 m s.l.m.
L'accesso alle isole è chiuso al pubblico per via dell'inquinamento da test con armi nucleari, condotti in passato dagli Stati Uniti, e per la presenza di un deposito di armi chimiche (Johnston Atoll Chemical Agent Disposal System, JACADS). Dato il clima, la vegetazione sulle isole è quasi assente.

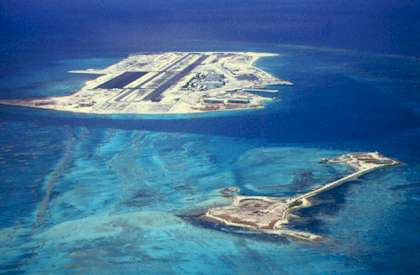
Veduta area dell'atollo

## Storia
L'atollo Johnston fu accidentalmente scoperto il 2 settembre 1796 dal capitano statunitense Joseph Pierpont a bordo del brigantino Sally.
Egli pubblicò la notizia del suo sbarco sull'atollo su diversi quotidiani americani nel 1797, indicandone in modo accurato la posizione e annotando le due isole originali (Johnston e Sand) e il bordo incompleto della barriera corallina.
Non esistono tracce né registrazioni che dimostrino che l'atollo fosse stato visitato od occupato in precedenza sia da popolazioni polinesiane che da europei durante i loro viaggi di scoperta.
Il tenente William Smith della Marina di Sua Maestà Britannica a bordo della nave Cornowallis, visitò l'atollo il 14 dicembre 1807, e chiamò l'isola più grande in onore del suo capitano: Charles J. Johnston.
Il possesso dell'atollo Johnston fu rivendicato sia dagli Stati Uniti che dal Regno delle Hawaii nel 1858. I depositi di guano dell'atollo, sfruttati dagli Stati Uniti in base al Guano Islands Act, si esaurirono nel 1890.
Il 29 luglio 1926, il presidente degli Stati Uniti Calvin Coolidge sancì che l'atollo Johnston diventasse una riserva federale per il rifugio degli uccelli sotto il controllo del dipartimento per l'agricoltura statunitense. Il 29 dicembre 1934 il presidente Franklin D. Roosevelt trasferì il controllo dell'atollo Johnston alla marina statunitense per costruirci una base aerea ed al dipartimento degli interni per l'amministrazione del rifugio per gli uccelli.
Nel 1936, la marina costruì una base per idrovolanti, una pista di atterraggio ed il necessario per i rifornimenti di carburante. Il 14 febbraio 1941 si stabilì che diventasse una base navale per la difesa.
L'atollo Johnston fu bombardato dal Giappone durante la seconda guerra mondiale. In seguito fu usato come sito per le sperimentazioni sulle armi nucleari e poi come sede del Johnston Atoll Chemical Agent Disposal System (JACADS), ossia come discarica di armi chimiche.
Tra il 1958 ed il 1975 furono lanciati vari prototipi di razzo dall'isola Johnston. Furono lanciati anche razzi dotati di testata nucleare nell'ambito del progetto Starfish Prime.
L'atollo venne contaminato con plutonio in conseguenza a due lanci abortiti di missili durante i test di esplosioni nucleari ad alta quota
condotti nel 1962 United States Nuclear Forces.
L'atollo non ha attualmente abitanti residenti, ma durante tutto il XX secolo è stata abitata da militari e personale civile della base militare istituita sull'isola. La via di trasporto principale era l'aeroporto, dotato di una pista militare pavimentata. L'isola era collegata con 13 linee telefoniche commerciali in uscita e 10 in entrata, un cavo sottomarino da 60 canali, 22 circuiti DSN mediante satellite, un terminale standard remoto Autodin, un centralino telefonico digitale, una stazione MARS, una radio UHF/VHF e un collegamento con il satellite PCTN.
L'attività economica era limitata ai servizi per il personale militare e civile di stanza sull'isola. Era necessario importare sia il cibo che acqua, ed altri beni. Il rifornimento di energia era garantito da sei generatori da 25 MW gestiti da personale civile. La pista di atterraggio era disponibile anche alle linee aeree civili per atterraggi di emergenza.
Alla fine del 2003 il governo statunitense ha trasferito la giurisdizione dell'atollo al Servizio della pesca e della fauna selvatica degli Stati Uniti. La maggior parte dei materiali e delle strutture (comprese quelle utilizzate per il deposito di armi chimiche) sono state rimosse e la pista è stata chiaramente contrassegnata come chiusa.